# William Fox-Strangways, IV conte di Ilchester
William Thomas Horner Fox-Strangways, IV conte di Ilchester (7 maggio 1795 – 10 gennaio 1865) è stato un politico e diplomatico inglese.

## Biografia
Era il figlio di Henry Fox-Strangways, II conte di Ilchester, e della sua seconda moglie, Maria Digby, figlia di William Digby. Fu educato alla Christ Church di Oxford.

## Carriera
Fox-Strangways ha servito come addetto alle ambasciate britanniche a San Pietroburgo, Costantinopoli, Napoli e L'Aia, come Segretario della Legazione a Firenze e Napoli e come Segretario dell'Ambasciata a Vienna.
Nel 1835 è stato nominato Sottosegretario di Stato agli affari esteri nel governo di Lord Melbourne, incarico che ha ricoperto fino al 1840. Nello stesso anno è stato nominato Ambasciatore del Regno Unito in Germaniainviato straordinario e ministro plenipotenziario presso la Confederazione tedesca, carica che ricoprì fino al 1849.
Nel 1858 succedette al fratellastro come conte di Ilchester ed entrò nella Camera dei lord.
Fu eletto membro della Royal Society nel marzo 1821.

## Matrimonio
Sposò, il 21 luglio 1857, Sophia Penelope Sheffield , figlia di Sir Robert Sheffield. Non ebbero figli.

## Morte
Morì il 10 gennaio 1865 e gli succedette il nipote Henry Fox-Strangways. Tra il 1828 e il 1834 Fox-Strangways donò 37 dipinti italiani al Christ Church. Lì sono ancora mostrati nella Christ Church Picture Gallery. Ha anche lasciato altri 41 dipinti all'Ashmolean, tra cui il magnifico Caccia notturna di Paolo Uccello.